# Llano Grande Palestina
Llano Grande Palestina är en ort i Mexiko.   Den ligger i kommunen Escuintla och delstaten Chiapas, i den sydöstra delen av landet, 800 km sydost om huvudstaden Mexico City. Llano Grande Palestina ligger 743 meter över havet och antalet invånare är 154.
Terrängen runt Llano Grande Palestina är kuperad åt sydost, men åt nordväst är den bergig. Runt Llano Grande Palestina är det ganska tätbefolkat, med 111 invånare per kvadratkilometer. Närmaste större samhälle är Huixtla, 19,6 km söder om Llano Grande Palestina. I omgivningarna runt Llano Grande Palestina växer i huvudsak städsegrön lövskog.